# Laura Miró Bonnín
Laura Miró Bonnín (Palma, Mallorca, 1992) és una escriptora, investigadora i historiadora mallorquina. El seu àmbit d'especialització és la recerca i difusió del passat jueu, convers i xueta a Mallorca.
És graduada en Història per la UIB (2014) i doctora en Història a la mateixa universitat, amb la tesi doctoral: «La contemporaneïtat xueta. Repercussions del discurs de l'odi antijueu i antisemita: estigma, por i reivindicació» (2025).

## Obra
És autora dels llibres:
- La contemporaneïtat xueta (Documenta Balear, 2019)[5]
- La qüestió xueta surt de l’illa (Lleonard Muntaner, Editor, 2021)[6]
- Jueus, conversos i xuetes. Una visita pels calls de Palma (Illa edicions, 2022)[7]
- L’admissió d’estudiants xuetes a l’Institut Balear. El cas de Guillem Aguiló i Forteza, primer metge del Carrer  (Lleonard Muntaner, Editor, 2023)

També ha publicat articles a les revistes acadèmiques Mayurqa, Raíces i Randa.

## Premis
- XXII Premi Alexandre Ballester d’assaig per l’obra L’admissió d’estudiants xuetes a l’Institut Balear. El cas de Guillem Aguiló i Forteza, primer metge del Carrer[11]